# Presidentiële republiek
Een presidentiële republiek is een republiek met een president als staatshoofd. De president is hierbij leider van de uitvoerende macht. Een presidentiële republiek kan zowel een presidentieel systeem als een parlementair systeem hebben. Bij een presidentieel systeem zijn de uitvoerende- en wetgevende macht strikt gescheiden. Bij een parlementair systeem moet de uitvoerende macht verantwoording afleggen aan het parlement (wetgevende macht).
Als de republiek een eerste minister als regeringsleider heeft en tevens een parlementair systeem heeft, spreken we van een semi-presidentiële republiek. Als de president slechts een ceremoniële functie heeft spreken we van een parlementaire republiek.

## Lijst van presidentiële republieken met een presidentieel systeem

### Zonder eerste minister
- Afghanistan
- Argentinië
- Benin
- Bolivia
- Brazilië
- Burundi
- Chili
- Colombia
- Comoren
- Costa Rica
- Cyprus
- Dominicaanse Republiek
- Ecuador
- El Salvador
- Gambia
- Ghana
- Guatemala
- Honduras
- Indonesië
- Kiribati
- Liberia
- Malawi
- Maldiven
- Mexico
- Nicaragua
- Nigeria
- Palau
- Panama
- Paraguay
- Filipijnen
- Rwanda
- Seychellen
- Sierra Leone
- Soedan
- Suriname
- Turkije
- Verenigde Staten
- Uruguay
- Venezuela
- Zambia

### Met eerste minister
- Angola
- Armenië
- Azerbeidzjan
- Centraal-Afrikaanse Republiek
- Congo-Brazzaville
- Equatoriaal-Guinea
- Gabon
- Jemen
- Kameroen
- Kazachstan
- Mauritanië
- Mozambique
- Namibië
- Oeganda
- Oezbekistan
- Peru
- Sri Lanka
- Tanzania
- Togo
- Tsjaad
- Tunesië
- Wit-Rusland
- Zuid-Korea

## Lijst van presidentiële republieken met een parlementair systeem
- Botswana
- Bosnië en Herzegovina
- Frankrijk
- Marshalleilanden
- Zuid-Afrika
- Zwitserland